# Cmentarz w Dokudowie Pierwszym
Cmentarz w Dokudowie Pierwszym – nekropolia administrowana przez rzymskokatolicką parafię w Dokudowie Pierwszym, w przeszłości użytkowana jako cmentarz unicki i prawosławny. 
Cmentarz położony jest na skraju Dokudowa Pierwszego, w odległości 400 metrów od kościoła (dawnej neounickiej cerkwi). Na jego terenie obok współczesnych nagrobków rzymskokatolickich znajdują się nagrobki prawosławne i neounickie, z inskrypcjami cyrylicznymi, z I poł. XX w.